# Hinkelstein (Darmstadt)
Der Hinkelstein (auch: Hünenstein) ist ein Menhir in Darmstadt.

## Lage und Beschreibung
Vor der alten Stadtmauer von Darmstadt liegen mehrere unterschiedlich große Findlinge aus Granit.
Der größte Findling – der sogenannte Hinkelstein – war in den Küchenbereich des Hauses Hinkelsgasse 15, integriert.
Im Jahre 1912 wurde der Hinkelstein zum Teil weggesprengt.
Bei einem Luftangriff am 23. September 1943 wurde das Haus Hinkelsgasse 15 völlig zerstört.

## Denkmalschutz
Der zur Straße hin gut sichtbare Hinkelstein gab der schmalen Hinkelsgasse und dem Hinkelsturm ihren Namen.
Aus stadtgeschichtlichen Gründen ist der Hinkelstein ein Kulturdenkmal.

## Der Hinkelstein heute
Der ca. 3 m lange Hinkelstein liegt heute als Monolith in der Grünanlage vor dem Hinkelsturm.
Die Hinkelsgasse existiert heute nicht mehr.